# Dee Nasty (album)
Dee Nasty è il secondo album del DJ Dee Nasty.

## Tracce
1. Warning – 4:25
2. Pousse les bass (feat. Yazuaki Shimizu) – 3:50
3. Guerrière pour la paix (feat. No Mad Sisters) – 4:00
4. Feeling better together (Word & Music) (feat. Bronx Style Bob & Fat) – 5:01
5. Wild cuts (feat. Faster Jay) – 4:20
6. Le temps qui passe – 4:14
7. Dancing in the ghetto (feat. Bronx Style Bob) – 3:56
8. To all Hip-Hop lovers (feat. Fat) – 4:15
9. Zulu funk (feat. Bronx Style Bob) – 4:10
10. Alliance latine – 4:05
11. État d'urgence – 3:40
12. I ain't got enough money – 3:40
13. I'm a soul man (feat. Bronx Style Bob) – 5:15
14. Deep heat – 4:23
15. Ton sourire (feat. Yazuaki Shimizu) – 4:41
16. Liza – 4:45
17. Non stop Hip-Hop – 3:13
18. Human beat boxologie (feat. Fat) – 0:57
19. You can make it (Remix le toi-même) – 4:28